# Envoltória convexa

O invólucro convexo do conjunto dos pontos assinalados é a região limitada pela linha azul.

Em matemática, a envoltória convexa (também chamada de invólucro convexo ou fecho convexo) de um conjunto {\displaystyle S\in \mathbb {R} ^{m}} é a interseção de todos conjuntos convexos que contém {\displaystyle S}. Ou seja, é o menor conjunto convexo que contém {\displaystyle S}.
Tal definição pode ser vista como "exterior", pois envolve conjuntos que contém {\displaystyle S}. Uma caracterização "interior" é dada por: A envoltória convexa de {\displaystyle S\in \mathbb {R} ^{m}} é o conjunto de todas combinações convexas de coleções finitas de pontos de {\displaystyle S}.
Para objetos planos a envoltória convexa pode ser facilmente visualizada de uma tira elástica que ao ser esticada envolva todo o objeto dado, quando ela é solta, ela assumirá a forma requerida da envoltória convexa.